# Katoličke Čaire
Katoličke Čaire est un village de la municipalité de Kutina (comitat de Sisak-Moslavina) en Croatie. Au recensement de 2011, le village comptait 232 habitants.